# Tour des Flandres espoirs

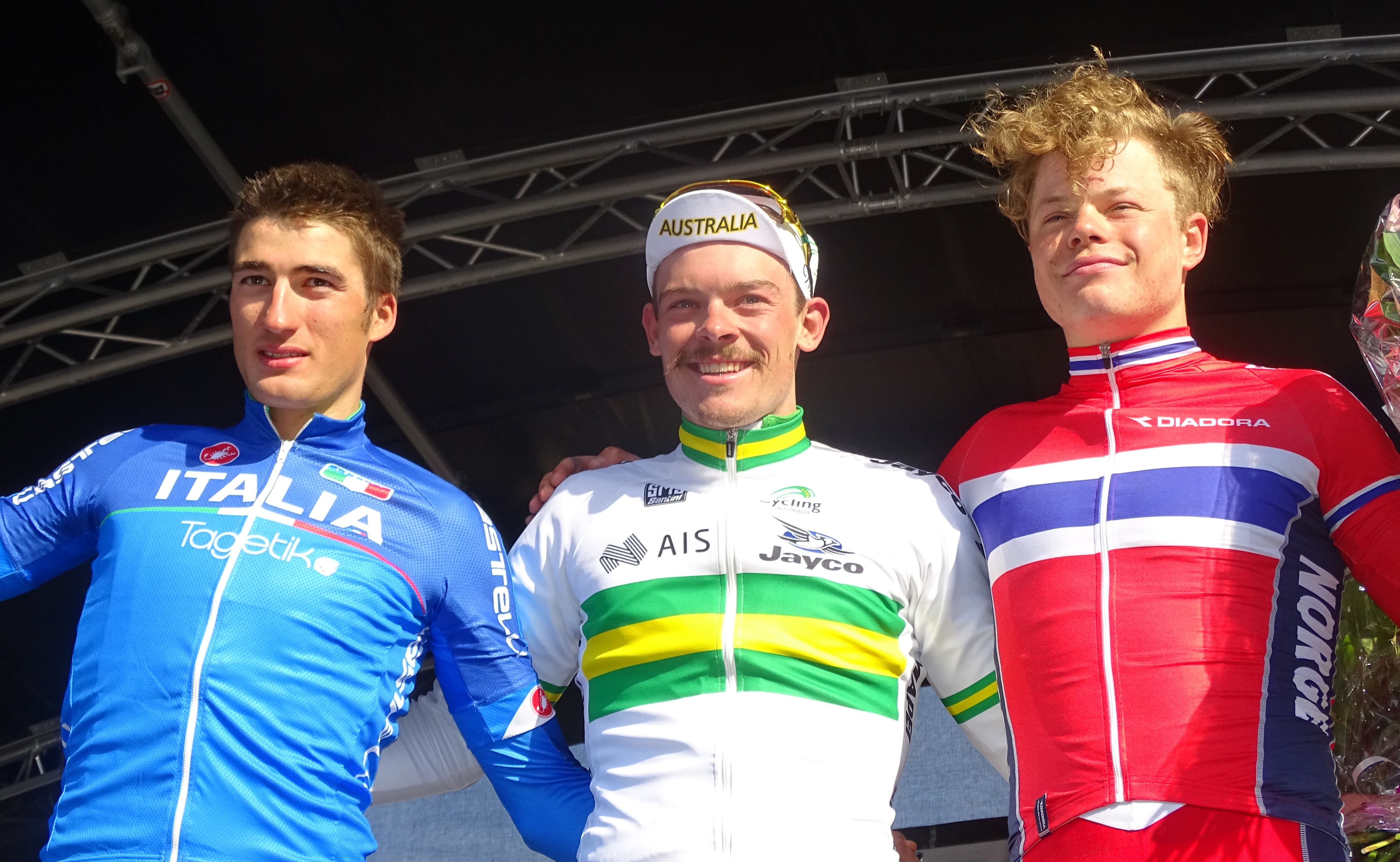
Podium de l'édition 2015 du Tour des Flandres espoirs : Gianni Moscon (2e), Alexander Edmondson (1er) et Truls Engen Korsæth (3e).

Le Tour des Flandres espoirs (Ronde van Vlaanderen U23 en néerlandais) est une course cycliste belge organisée entre 1996 et 2019. Durant son existence, elle se déroule au mois d'avril et met aux prises uniquement des coureurs espoirs (moins de 23 ans). 
Il existait auparavant le Tour des Flandres amateurs, auquel tous les coureurs non professionnels pouvaient prendre part. Il s'est déroulé de 1936 à 1995.
Les éditions 2020 et 2021 sont annulées en raison de la pandémie de Covid-19,. Finalement, en raison des difficultés rencontrées par les organisateurs, Flanders Classics annonce le 23 novembre 2021 que l'épreuve disparait du calendrier.

## Palmarès

### Tour des Flandres amateurs
| Année     | Vainqueur                | Deuxième                 | Troisième                |
| --------- | ------------------------ | ------------------------ | ------------------------ |
| 1936      | W. 't Jolijn             | Achiel Buysse            | Van Steenkiste           |
| 1937      | Roger Dujardin           | Albert Sercu             | Achiel Buysse            |
| 1938      | André Declerck           | Albert Berton            | Albert Ramon             |
| 1939      | Albert Sercu             | Briek Schotte            | Roger Cnockaert          |
| 1940-1946 | Pas organisés            | Pas organisés            | Pas organisés            |
| 1947      | Florent Rondelé          | Roger Dequesne           | Lucien Deman             |
| 1948      | Roger Decock             |                          |                          |
| 1949      | Valère Mekeirel          | Willem Labaere           | V. Schoorisse            |
| 1950      | Joseph Lefèvre           |                          |                          |
| 1951      | Aimé Deschacht           |                          |                          |
| 1952      | Lucien Victor            | Jozef Parmentier         | Joseph Verhaert          |
| 1953      | René Muylle              | Victor Wartel            | Wilfried Salembier       |
| 1954      | Wim Rusman               | Roger Batslé             | René Van Meenen          |
| 1955      | Arthur Decabooter        | Kamiel Lamote            | André Gryson             |
| 1956      | Gustaaf De Smet          | Constant Vermeiren       | Marcel Blavier           |
| 1957      | José Denoyette           | Guillaume Van Tongerloo  | Louis Aerts              |
| 1958      | Georges Mortiers         | André Tempelaere         | Roger Hendryckx          |
| 1959      | Constant Goossens        | Lode Troonbeeckx         | Gilbert Maes             |
| 1960      | Willy Vanden Berghen     | Jean-Baptiste Claes      | Henri Meeus              |
| 1961      | Ernest Dumez             | Albert Smits             | Etienne Cotman           |
| 1962      | Edward Sels              | Bernard Van De Kerckhove | Willy Van den Eynde (nl) |
| 1963      | August Verhaegen         |                          |                          |
| 1964      | Pas organisé             | Pas organisé             | Pas organisé             |
| 1965      | Jos Boons                | André Polfliet           | Etienne Buysse (nl)      |
| 1966      | Gregoire Van Kuyck       | Johannes Wouters         | Frans Mintjens           |
| 1967      | Valère Van Sweevelt      | Eddy Peelman             | Gustaaf Van Roosbroeck   |
| 1968      | André Dierickx           | Willy Moonen             | Maurice Dury             |
| 1969      | Rik Van Linden           | Jozef Abelshausen        | Willy Teirlinck          |
| 1970      | Marcel Sannen            | Fernand Bruggeman        | Léon Thomas              |
| 1971      | Marc Demeyer             | Theo Fierens             | Louis Verreydt           |
| 1972      | Yvan Benaets             | Freddy Maertens          | Guido Verheyden          |
| 1973      | Marc Meernhout           | Lieven Malfait           | Jos Jacobs               |
| 1974      | Marcel Van der Slagmolen | Bernard Draux            | André Delcroix (nl)      |
| 1975      | Eddy Copmans             | Pierre Sonnet            | Etienne Vandersnickt     |
| 1976      | Paul De Keyser           | Rudy Pevenage            | Fons De Wolf             |
| 1977      | Johnny De Nul (nl)       | Ludwig Wijnants          | Fons De Wolf             |
| 1978      | Patrick Devos            | Daniel Willems           | Dirk Vermeersch          |
| 1979      | Luc Colijn               | Ronny Van Holen          | Dirk Demol               |
| 1980      | Werner Devos             | Luc De Smet (nl)         | Paul Haghedooren         |
| 1981      | Eric Vanderaerden        | Rudy Dhaenens            | Kenny De Maerteleire     |
| 1982      | Noël Segers              | Stefan Aerts             | Marc Somers              |
| 1983      | Frank Verleyen           | Diederik Foubert (nl)    | Johan Berghmans          |
| 1984      | Philippe Deleye          | Filip Cottenies          | Luc Van Roy              |
| 1985      | Franky Pattyn            | Bruno Geuens             | Frank Van De Vijver      |
| 1986      | Edwig Van Hooydonck      | Benjamin Van Itterbeeck  | Carlos Malfait           |
| 1987      | Marc Assez               | Marc Seynaeve            | Kurt Vindevogel          |
| 1988      | Eddy Vancraeynest        | Nico Roose               | Peter Naessens (nl)      |
| 1989      | Peter Hoydonckx          | Daniel Van Steenbergen   | Christ Sabbe             |
| 1990      | Wim Sels                 | Steven Devry             | Kurt Van Nuffel          |
| 1991      | Nico Desmet              | Stéphane Hennebert       | Carl Roes                |
| 1992      | Wim Omloop               | Danny Sleeckx            | Erwin Thijs              |
| 1993      | Mario Liboton            | Ludo Dierckxsens         | Stefan Sels              |
| 1994      | Ludo Giesberts           | Max van Heeswijk         | Rufin De Smet            |
| 1995      | Johan De Geyter          | Yoeri Wandels            | Rik Rutgers              |

### Tour des Flandres espoirs
| Année     | Vainqueur                                    | Deuxième                                     | Troisième                                    |
| --------- | -------------------------------------------- | -------------------------------------------- | -------------------------------------------- |
| 1996      | Ludovic Capelle                              | Kris Matthijs                                | Nico Strynckx                                |
| 1997      | Ludovic Capelle                              | Karel Vereecke                               | Miquel van Kessel                            |
| 1998      | Jürgen Guns                                  | Davy Daniels                                 | Andy Vidts                                   |
| 1999      | Kevin Hulsmans                               | Stijn Devolder                               | Wesley Theunis                               |
| 2000      | Bobbie Traksel                               | Frederik Willems                             | Yoeri Beyens                                 |
| 2001      | Roy Sentjens                                 | Danny Pate                                   | Nick Nuyens                                  |
| 2002      | Nick Nuyens                                  | Wim De Vocht                                 | Mikhail Timochine                            |
| 2003      | Wim De Vocht                                 | Rory Sutherland                              | William Frischkorn                           |
| 2004      | Giovanni Visconti                            | Claudio Corioni                              | Elia Rigotto                                 |
| 2005      | Kenny Dehaes                                 | Sebastian Langeveld                          | Nick Ingels                                  |
| 2006      | Kevyn Ista                                   | Thomas Berkhout                              | Gil Suray                                    |
| 2007      | Alexandr Pliuschin                           | Michael Mørkøv                               | Sep Vanmarcke                                |
| 2008      | Gatis Smukulis                               | Jérôme Baugnies                              | Jan Ghyselinck                               |
| 2009      | Jan Ghyselinck                               | Rasmus Guldhammer                            | John Degenkolb                               |
| 2010      | Marko Kump                                   | Michael Matthews                             | Sven Vandousselaere                          |
| 2011      | Salvatore Puccio                             | Toms Skujiņš                                 | Andžs Flaksis                                |
| 2012      | Kenneth Vanbilsen                            | Sean De Bie                                  | Kristian Sbaragli                            |
| 2013      | Rick Zabel                                   | Dylan Groenewegen                            | Magnus Cort Nielsen                          |
| 2014      | Dylan Groenewegen                            | Kristoffer Skjerping                         | Tiesj Benoot                                 |
| 2015      | Alexander Edmondson                          | Gianni Moscon                                | Truls Engen Korsæth                          |
| 2016      | David Per                                    | Jonathan Dibben                              | Corentin Ermenault                           |
| 2017      | Eddie Dunbar                                 | Jasper Philipsen                             | Jérémy Lecroq                                |
| 2018      | James Whelan                                 | Max Kanter                                   | Robert Stannard                              |
| 2019      | Andreas Stokbro                              | Cédric Beullens                              | Jake Stewart                                 |
| 2020-2021 | Annulés en raison de la pandémie de Covid-19 | Annulés en raison de la pandémie de Covid-19 | Annulés en raison de la pandémie de Covid-19 |